# Barri Sharqi
Barri Sharqi (tiếng Ả Rập: بري شرقي) cũng đánh vần Berri Sharqi) là một thị trấn ở miền bắc Syria, một phần hành chính của Tỉnh Hama, nằm ở phía đông Hama ở rìa sa mạc Syria. Các địa phương gần đó bao gồm Tell al-Tut và trung tâm huyện Salamiyah ở phía tây, Aqarib ở phía bắc, Suha và Uqayribat ở phía đông và al-Mukharram ở phía nam. Theo Cục Thống kê Trung ương Syria, Barri Sharqi có dân số 4.172 người trong cuộc điều tra dân số năm 2004. Năm 1838, nó được phân loại là một khirba ("ngôi làng đổ nát") bởi học giả người Anh Eli Smith.